# Мелу Пейшоту, Эдуарду
Эдуа́рду Ме́лу Пейшо́ту (порт. Eduardo Melo Peixoto; 30 октября 1927, Брага — 19 апреля 2008, Фатима), известен как Каноник Мелу (Cónego Melo) — португальский католический священник, декан и генеральный викарий архиепархии Браги. Настоятель кафедрального собора Браги. Доктор канонического права. Лидер португальского антикоммунизма середины 1970-х годов. Идеолог и организатор Жаркого лета 1975 — массового правого сопротивления Португальской революции.

## Дореволюционное служение
Родился в семье предпринимателя-промышленника. В 12 лет поступил в католическую семинарию Браги. С 24 лет — католический священник. В 1959—1961 служил военным капелланом в Португальской Индии. В 1968—1971 учился в Папском университете Саламанки. В 1973 получил степень доктора канонического права.
В 1960—1970-х был приходским священником, судьёй церковного суда, деканом и до 2002 генеральным викарием архиепархии Браги. С 1972 — каноник кафедрального собора Браги. Курировал католическую семинарию. Занимал также гражданскую должность главы одного из муниципалитетов. Пользовался большим авторитетом среди прихожан и общенациональным влиянием на верующих католиков. Автор нескольких работ религиозно-философского характера.

## Политическая борьба
Апрельскую революцию 1974 года каноник Мелу встретил враждебно. В леворадикальном движении он видел прежде всего антикатолические и антинациональные тенденции. Главным врагом Мелу считал компартию, которая в 1974—1975 пользовалась в Португалии большим политическим влиянием. Эдуарду Мелу Пейшоту сыграл важную роль в политическом противостоянии на стороне правых сил. Именно он являлся фактическим лидером португальского антикоммунизма.
Северный регион Португалии (где расположена Брага), населённый глубоко верующими крестьянами, стал оплотом консерваторов и ультраправых. Каноник Мелу выступал идейным вдохновителем Демократического движения за освобождение Португалии (МДЛП), Армии освобождения Португалии (ЭЛП), движения «Мария да Фонте». Он тесно сотрудничал с Гильерме Алпоином Калваном (оперативный руководитель МДЛП), Барбьери Кардозу (лидер ЭЛП), Валдемаром Параделой ди Абреу (основатель «Мария да Фонте»). Особые отношения связывали Мелу с начальником службы безопасности праволиберальной Народно-демократической партии Рамиру Морейрой — оперативным партнёром капитана Кальвана, предполагаемым организатором ряда антикоммунистических терактов.
Семинария Браги превратилась в руководящий центр антикоммунистических сил. Здесь скрывались командиры боевиков, проводились оперативные совещания. При возникающих разногласиях — например, между радикальным Параделой ди Абреу и более осторожным Алпоином Калваном — слово каноника Мелу оказывалось решающим. 4 октября 1975 Алпоин Калван едва не был арестован, но сумел уйти по крыше семинарии, куда его вывел через чердак каноник Мелу.

Кальван, Кардозу, Жардин, Абреу… Это были вожаки антикоммунистического восстания Португалии. Но главным из этих кадров был не офицер, не оперативник и не жур с бандитской ухваткой. Лидером Жаркого лета являлся другой человек: Эдуарду Мелу Пейшоту. Именно священник стал главным идеологом и оперативным руководителем завязавшейся жестокой борьбы. Он связал между собой всех её участников и привёл процесс в движение.

Эдуарду Мелу Пейшоту подозревался в организации террористических актов. Против него выдвигалось обвинение в причастности к убийству ультралевого активиста Максимино Барбозы ди Соузы (он же Падре Макс, тоже католический священник) и студентки Марии ди Лурдеш, совершённом 2 апреля 1976 года. Однако доказательств по делу не представлено, никто из обвиняемых не был осуждён. Обвинение Эдуарду Мелу Пейшоту в моральной ответственности за убийство официально снято судом.
Проповеди каноника Мелу способствовали организации массовых антикоммунистических акций, нападений на представительства ПКП. Он был не только идеологом, но и организатором действий, которые впоследствии были названы «огнём и мечом севера». Каноник Мелу сыграл важную роль в подготовке и произнесении августовской речи архиепископа Браги Франсишку Мария да Силвы, которая стала своеобразным манифестом консервативного крестьянства Португалии.

Мы хотим уважения к общественной морали, нравственным ценностям, фундаментальным правам человека. Для христиан выше всего в жизни стоят Бог, церковь и родина.

Архиепископ Франсишку Мария да Силва

Выступления и организационная активность Эдуарду Мелу Пейшоту, его влияние на португальских католиков оказались серьёзным фактором политической борьбы. Антикоммунистическая и антимарксистская активность каноника Мелу внесла большой вклад в исход противостояния, завершившегося поражением коммунистов и ультралевых.

## Послереволюционное служение
После стабилизации политического положения в 1980—1990-х каноник Мелу вновь сосредоточился на священнослужении. Занимался реставрацией собора Браги, в 1989 году торжественно отмечалось 900-летие собора. Активно работал над международными связями католических церквей и организаций. В 1996 году Каноник Мелу был особо отмечен за своё служение Папой Римским Иоанном Павлом II. Совмещал религиозную проповедь с деятельным участием в повседневной жизни приходов.

Он никогда ни перед кем не закрыл дверь.

Нарцисо Фернандеш, каноник кафедрального собора Браги

Периодически отмечались некоторые разногласия генерального викария с архиепископом Жорже Феррейрой да Коста Ортигой по вопросам церковного строительства. В 2002 году, при достижении 75-летнего возраста, Мелу Пейшоту оставил пост генерального викария Браги. При этом он сохранял сан каноника и продолжал церковную деятельность.
Эдуарду Мелу Пейшоту был награждён орденом Заслуг. Интересно, что награду вручил президент Мариу Соареш, представитель Социалистической партии. Каноник Мелу награждён также Золотой медалью почёта города Брага.

## Конфликты вокруг памяти
Эдуарду Мелу Пейшоту скончался в Святилище Фатимы — комплексе католических культовых сооружений, возведённых в ознаменование явления Девы Марии. Его кончину парламент Португалии отметил минутой молчания. Эта церемония вызвала острый политический конфликт: в поддержку большинством голосов высказались консервативные и либеральные депутаты, тогда как коммунисты выступили против, а социалисты воздержались.
Решение возвести в Браге статую Эдуарду Мелу вызвало многочисленные протесты со стороны левых политических сил.

Прошлое Мелу не может быть забыто. Он возглавлял атаки на левые организации, он несёт ответственность за террористов, которые убили Падре Макса и молодую студентку. Демократический город не хочет символов, противоречащих антифашистской традиции. Статуя Каноника не пройдёт!

Заявление Левого блока в городском совете Браги

Однако большинство городского совета и городская администрация придерживается иной точки зрения.

Эдуарду Мелу был великим человеком, великим священником и гордостью Браги.

Мешкита Машаду, мэр Браги (Социалистическая партия)

В 2013 году в Браге был установлен памятник Канонику Мелу. Коммунистические и левые активисты организовали уличные протесты. В ответ приверженцы Каноника заявили, что многие жители Браги считают Эдуарду Мелу достойным гражданином и образцовым католиком. Средства на памятник были собраны за счёт многочисленных частных пожертвований.